# اللج (الشاهل)

تعديل مصدري - تعديل

اللج هي إحدى قرى عزلة جانب الشام بمديرية الشاهل التابعة لمحافظة حجة، بلغ تعداد سكانها 103 نسمة حسب تعداد اليمن لعام 2004.